# Dominatore Mainetti
Dominatore Mainetti (Brescia, 14 novembre 1861 – Brescia, 15 gennaio 1920) è stato un imprenditore e politico italiano, sindaco di Brescia tra il 1915 e il 1919 e presidente della Camera di Commercio bresciana dal 1905 al 1915.

## Biografia
Figlio di un commerciante di stoffe, frequentò le scuole tecniche e l'oratorio di Sant'Alessandro, dove ricevette gli apprezzamenti di padre Piamarta. Grazie alla solida cultura acquisita da quel centro scolastico, ottenne la maturità e durante il servizio militare passò da soldato semplice a ufficiale di complemento con il grado di Maggiore.
Nel 1887 sposò Doralice Pallavicini. Con un piccolo capitale, ottenuto anche con prestito di padre Piamarta, aprì un negozio di stoffe. Undici anni dopo ampliò l'attività aprendo i Grandi Magazzini all'Est che in seguito avrebbero avuto due succursali a Como e a Verona.
Alla fine dell'Ottocento fece parte della direzione della Camera di Commercio bresciana e promosse l'istituzione di un'esposizione industriale che fungesse da traino all'economia provinciale. L'iniziativa si concretizzò nel 1904 presso il Castello di Brescia, grazie al supporto della giunta dello zanardelliano Federico Bettoni Cazzago. L'anno dopo Mainetti fu eletto presidente della Camera di Commercio.
Nel 1907 aprì uno stabilimento per la lavorazione dei cotoni a colori con sede a Mompiano presso il crocevia di Nave. In seguito divenne presidente delle Industrie Tessili Bresciane che ebbe stabilimenti a Sale Marasino e a Redona.
Nel 1909, come presidente della Camera di Commercio e in collaborazione con la giunta guidata da Girolamo Orefici, promosse una nuova esposizione, dedicata all'Elettricità. Grazie al successo della manifestazione, Mainetti, già cavaliere mauriziano, venne insignito con la commenda dell'Ordine della Corona d'Italia.
Politicamente vicino ai liberal moderati e al loro organo di stampa locale «La Sentinella Bresciana», Mainetti si candidò nella lista dell'alleanza clerico-moderata che vinse le elezioni comunali generali del 1905 e che portò all'insediamento della giunta guidata da Vincenzo Bettoni Cazzago. Alle comunali generali del novembre 1906 i clerico-moderati vennero sconfitti dal Blocco popolare e Mainetti, eletto, divenne il principale punto di riferimento dell'opposizione alla Giunta Orefici e a quella Cuzzetti. Le elezioni generali del 21 febbraio 1915 videro una vittoria dell'alleanza clerico-moderata e Mainetti ottenne il numero più alto di preferenze. Durante la seduta consiliare del 9 marzo, fu quindi eletto Sindaco con 45 voti su 46 presenti. Aderente all'Associazione moderata bresciana assieme a Frugoni, Fisogni e Reggio, fu sostenitore dell'intervento dell'Italia nella prima guerra mondiale e, come primo atto del suo mandato sindacale, volle accogliere in municipio alcuni irredentisti trentini. Allo scoppio del conflitto bellico fu richiamato in servizio come ufficiale del 77º Fanteria, ma continuò a ricoprire la carica di sindaco.
La sua giunta attraversò l'intero periodo del conflitto, per cui ebbe una limitata disponibilità di fondi e non poté approntare iniziative di una certa importanza. Tuttavia, si attivò per istituire il Consorzio di difesa del Mella e per difendere la demanialità dell'acqua potabile. Acquistò inoltre nuovi macchinari per i pompieri, nuovi immobili per gli ospedali, municipalizzò la società di gestione del gas, regolamentò la compilazione dell'elenco dei poveri, finanziò gli spacci comunali e i sussidi per i reduci.
Terminata la guerra, nel giugno 1919 Mainetti decise di dimettersi per gravi problemi di salute. Formalizzò le dimissioni nella seduta consiliare del 17 luglio, dove fu eletto come suo successore Arturo Reggio, in qualità di prosindaco.
La salute di Mainetti si aggravò nel gennaio seguente e morì il 15, all'una di notte.

## Opere
- "Viole appassite", Brescia, Malaguzzi, 1888.
- "Dal taccuino di un commesso viaggiatore", Brescia, Tipografia Savoldi, 1889.
- "Sotto le armi", Brescia, Unione tipolitografica bresciana, 1897.